# Hot Rock & Alternative Songs
Rock Songs é uma lista musical dos Estados Unidos publicado pela revista Billboard que mede o tempo em que as músicas, de som alternativo, de mainstream rock e de triple A, ficam no ar nas rádios. A primeira lista foi publicada em 20 de junho de 2009. "Know Your Enemy" do Green Day foi a primeira canção a liderar essa parada.

## Lista de primeiros colocados na Rock Song
- "Know Your Enemy" do Green Day (20 de junho de 2009)
- "New Divide" do Linkin Park[1] (27 de junho de 2009)
- "Check My Brain" do Alice In Chains (19 de setembro de 2009)
- "The Catalyst" do Linkin Park (15 de agosto de 2010)